# Psych
Psych (en Hispanoamérica conocida como "Psíquico") es una serie de televisión estadounidense creada por Universal Pictures y protagonizada por James Roday y Dule Hill. Se emitía originalmente en el canal USA Network.

## Sinopsis
Shawn Spencer (James Roday) es un hombre que trabaja para la policía haciéndose pasar por vidente cuando, en realidad, sólo utiliza su impresionante capacidad de observación así como las habilidades policiacas que le enseñó a manejar su padre, Henry, destacado detective retirado de la policía de Santa Bárbara, a lo largo de toda su infancia. Al principio de cada capítulo hay un momento en el que se reflejan estos momentos de la infancia de Shawn. Para simular sus visiones, Shawn finge entrar en trance o comunicarse con los espíritus. En sus investigaciones le acompaña su mejor amigo Gus (Dule Hill).

## Personajes

### Principales
- Shawn Spencer: James Roday. Un falso psíquico que trabaja con el S.B.P.D.

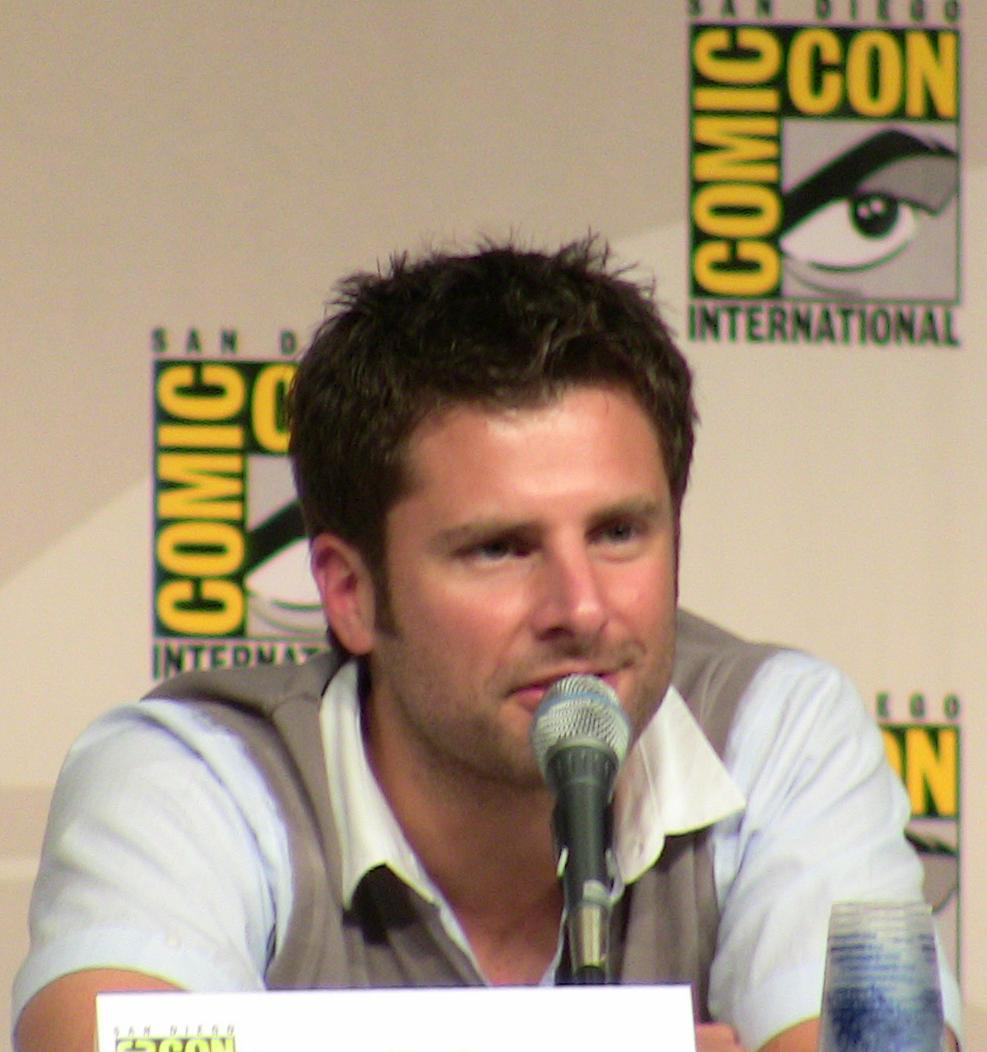
James Roday en el Comic Con de 2009 en San Diego

Shawn Spencer (James Roday), hijo de un policía respetado, fue entrenado por su padre para ser excepcionalmente observador. Shawn mezcla sus poderes de observación con el razonamiento deductivo de un investigador, pero su sentido del humor y sus trastadas le jugarán malas pasadas en muchas ocasiones. Aunque al principio de la serie su relación con su padre era muy tensa y casi inexistente, la revelación de la realidad del divorcio de sus padres le hace cambiar su visión sobre su padre, apoyándose más en él cuando necesita consejo o ayuda. Está enamorado desde el primer día de Juliet O'Hara "Jules".
- Burton 'Gus' Guster: Dulé Hill.

Gus (Dulé Hill) es un representante farmacéutico al comienzo de la serie, trabajo que deja de lado para ser la mano derecha de su amigo Shawn. Es la parte más seria y racional de esta extraña pareja y cuando se deja llevar por Shawn, sabe que la cosa va a acabar muy mal.
- Carlton Lassiter: Timothy Omundson- Detective, jefe del S.B.P.D.

Det. Lassiter (Timothy Omundson), un veterano detective con más de diez años en el departamento de policía de Santa Bárbara, con verdadera devoción por el cuerpo de policía. Está divorciado y tiene problemas para entablar relaciones y ser empático con la gente, sobre todo con Shawn, al cual odia profundamente, aunque con el paso del tiempo cambiará esa situación ya que vuelve a casarse y tiene una hija, Lilly.
Él y Juliet terminan por ser muy buenos amigos.
- Juliet O'Hara: Maggie Lawson- Detective del S.B.P.D.; compañera de Lassiter.

Det. O'Hara (Maggie Lawson), recién llegada de Miami Beach, fue criada en una familia de hermanos y eso le ayudará a sobrellevar los rigores del trabajo de policía y soportar a su nuevo compañero, Det. Lassiter, con quien ella comparte un conocimiento enciclopédico del código de la policía. O'Hara, a diferencia de Lassiter, está abierta a la posibilidad de que a veces se pueden obtener buenos resultados haciendo caso a Shawn, aunque uno se aleje del procedimiento habitual. Entre ella y Shawn siempre ha habido algo y en la quinta temporada deciden empezar una relación.
- Karen Vick: Kirsten Nelson- Jefa interina del S.B.P.D. que luego pasa a ser jefa estable

Vick (Kirsten Nelson) trabajó junto al padre de Shawn, Henry, durante sus días en el cuerpo. Aunque ella duda mucho de los poderes de Shawn sí admira lo que hace, ya que él, como su padre, obtienen resultados.
- Henry Spencer: Corbin Bernsen- Padre de Shawn; un antiguo detective de la policía.

El padre de Shawn, Henry Spencer (Corbin Bernsen), es un policía jubilado y está divorciado. Está decepcionado por la opción tomada por su hijo de no convertirse en un gran investigador. En el fondo está muy orgulloso de él y de sus habilidades pero esto es algo que nunca dirá en voz alta. En la cuarta temporada pasa a ser un consultor de la policía y el encargado de lidiar con su hijo adjudicándole investigaciones. En la última temporada da clases de criminología en la Universidad de Santa Bárbara.
- Joven Shawn: temporadas 1-5 Liam James, temporadas 5- Skyler Gisondo.
- Joven Gus: Issah Brown- (temporada 1), Carlos McCullers II (temporadas 2-).

### Personajes secundarios
- Buzz McNab — Sage Brocklebank
- Abigail Lightar — Rachael Leigh Cook

## Episodios
| Temporada | Temporada   | Episodios   | Episodios   | Emisión original        | Emisión original        | Emisión original |
| Temporada | Temporada   | Episodios   | Episodios   | Primera emisión         | Última emisión          | Cadena           |
| --------- | ----------- | ----------- | ----------- | ----------------------- | ----------------------- | ---------------- |
|           | 1           | 15          | 15          | 7 de julio de 2006      | 2 de marzo de 2007      | USA              |
|           | 2           | 16          | 16          | 13 de julio de 2007     | 15 de febrero de 2008   | USA              |
|           | 3           | 16          | 16          | 18 de julio de 2008     | 20 de febrero de 2009   | USA              |
|           | 4           | 16          | 16          | 7 de agosto de 2009     | 10 de marzo de 2010     | USA              |
|           | 5           | 16          | 16          | 14 de julio de 2010     | 22 de diciembre de 2010 | USA              |
|           | 6           | 16          | 16          | 12 de octubre de 2011   | 11 de abril de 2012     | USA              |
|           | 7           | 14          | 14          | 27 de febrero de 2013   | 29 de mayo de 2013      | USA              |
|           | The Musical | The Musical | The Musical | 15 de diciembre de 2013 | 15 de diciembre de 2013 | USA              |
|           | 8           | 10          | 10          | 8 de agosto de 2013     | 26 de marzo de 2014     | USA              |
|           | Película 1  | Película 1  | Película 1  | 7 de diciembre de 2017  | 7 de diciembre de 2017  | USA              |
|           | Película 2  | Película 2  | Película 2  | 15 de julio de 2020     | 15 de julio de 2020     | Peacock          |
|           | Película 3  | Película 3  | Película 3  | 18 de noviembre de 2021 | 18 de noviembre de 2021 | Peacock          |

## Información de producción
Se rueda en White Rock (Columbia Británica), ciudad que simula Santa Bárbara (California), donde está localizada la serie. Tan solo se ve realmente Santa Bárbara en los planos aéreos. Pueden verse matrículas de Vancouver cuando hay planos rodados en la calle fuera de los sets habituales de rodaje.
La serie tiene varios sets fijos donde se desarrolla la acción:
- Casa del padre de Shawn (Hemos visto desde el salón a la cocina, pasando por el porche, el garaje y hasta la habitación de Shawn)

- Oficina de Psych

- Comisaría (Aunque normalmente siempre están en el despacho de jefa, es habitual verlos en la sala de interrogatorios, por los pasillos, en las mesas de Carlton y Juliet o en los calabozos).

## Banda sonora
La canción de opening de la serie es "I Know You Know". Esta canción fue escrita por Steve Franks y es interpretada por The Friendly Indians. También existe la versión castellana de este tema, que se usó para el capítulo de la segunda temporada "Luz, cámara... homicidio" La canción en inglés puede ser descargada en el sitio web de la banda: www.friendlyindians.com. Además cuenta con otras versiones de la misma como la especial de Navidad, una estilo india del capítulo "Homicidio Bollywoodiense", una estilo a capela del capítulo "Adiós al pelo cepillo", una estilo filarmónica en el capítulo "Shawn 2.0" o una más lenta y triste para el capítulo "Dual Spires".

## Críticas

### Reacción de la crítica y ratings
Psych tuvo 4,51 puntos de índice de audiencia y un promedio de 6,1 millones de televidentes en su première, lo que lo hizo el mayor puntaje conocido en la première de una serie en el cable en 2006 en todas los canales, de acuerdo a la cadena USA Network
The Mercury News: James Roday (Miss Match) es completamente encantador y deliciosamente divertido en el papel de Shawn Spencer (quien no será psíquico pero que tiene maravillosos poderes de observación), y obtiene un buen soporte de Corbin Bernsen (L.A. Law) como su padre policía y Dulé Hill (El Ala Oeste) como Burton Guster.
Seattle Post-Intelligencer: "Psych" es uno de esas felices colisiones de una inteligente escritura y un interesante reparto. Roday es encantador, majo, pero más carismático que guapo, y está correctamente emparejado con Dulé Hill, quien interpreta a su ultraresponsable amigo de la infancia Gus.
Entertainment Weekly: Es disparatado, se basa fuertemente en sus atractivos personajes para distraer la ligereza de las tramas, y no deja demasiada marca. ¿Por qué interesarse en un show de detectives equivalente a "Los Locos del Cannonball"? Porque como CSI y 24 son cada vez más sangrientos, ver personas que se lo pasan bien resolviendo misterios ligeros representa un buen cambio.

### Nominaciones y premios
La serie fue ganadora el 2006 de un Premio Anual entregado por el Independent Investigations Group por Excelencia en Entretenimiento por avanzar en la causa de la Ciencia y poner en evidencia la superstición, mientras que su protagonista, James Roday, fue nominado el 2006 para un Satellite Award en la categoría Mejor Actor en una Serie, Comedia o Musical además de obtener en 2008 una nominación para un Premio ALMA a Mejor Actor en una Serie de Comedia.

## Emisión internacional
| País                        | Cadena de TV                              | Emitida desde                                |
| --------------------------- | ----------------------------------------- | -------------------------------------------- |
| Estados Unidos              | USA Network                               | 7 de julio de 2006                           |
| Canadá                      | CH                                        |                                              |
| Costa Rica                  | Repretel 11                               |                                              |
| Honduras                    | Studio Universal                          |                                              |
| Perú                        | Studio Universal                          |                                              |
| Brasil                      | Universal Channel y Rede Record           | 27 de septiembre de 2006 y 7 de mayo de 2007 |
| Argentina                   | Universal Channel                         | 27 de septiembre de 2006                     |
| México                      | Universal Channel y Canal 9 Galavision    | 2006 al 2012                                 |
| Paraguay                    | Universal Channel, Paravisión y Paraná TV | 2006 al 2012 2014-presente                   |
| Uruguay                     | Universal Channel, Canal 17 y VTV         | 2007 al 2013 2014-presente                   |
| Latinoamérica               | Studio Universal                          |                                              |
| España                      | Calle 13, Cuatro y FDF                    | 7 de enero de 2007                           |
| Israel                      | Yes stars 2 (canal 13)                    | 29 de enero de 2007                          |
| Filipinas                   | C/S Crime and Suspense                    | 22 de febrero de 2007                        |
| Hungría                     | TV2                                       | 22 de abril de 2007                          |
| Arabia Saudita              | Showtime Arabia Show Series 2             | 25 de abril de 2007                          |
| Reino Unido                 | Hallmark Channel y BBC Two                | 27 de abril de 2007                          |
| India                       | Star World                                | 7 de mayo de 2007                            |
| Suecia                      | Kanal 5                                   | 8 de junio de 2007                           |
| Corea del Sur               | OnStory                                   | 27 de junio de 2007                          |
| Sudeste Asia (No Filipinas) | Star World                                | 11 de julio de 2007                          |
| Eslovenia                   | Kanal A                                   | 31 de agosto de 2007                         |
| Suiza                       | TSR 1                                     | 1 de septiembre de 2007                      |
| Nueva Zelanda               |                                           | 11 de septiembre de 2007                     |
| Irlanda                     | SkjárEinn                                 |                                              |
| El Salvador                 | Canal 2 y Studio Universal                | 2009 - presente                              |
| Chile                       | Studio Universal                          | 2013 - actualidad                            |
| Colombia                    | Studio Universal y Caracol Television     | 14 de julio de 2015 y 25 de enero de 2016    |
| Ecuador                     | Canal 4 y RTS                             | 2015 - presente                              |